# 川上涼佳
川上 涼佳（かわかみ すずか、1998年9月13日- ）は、日本の熊本県を中心に活動するローカルタレント。以前は熊本放送でラジオカー「ミミー」を中心に活動する専属リポーターであった。

## 略歴
茶農家の娘として出生。父親を含め、親類に二輪車好きが多いことから「すずか」という名前の読みは鈴鹿サーキットに因むという。
山間部育ちにも関わらず海釣りを愛好すること（後述）もあり、学生時代には現在の勤務先でもある熊本放送の番組が主催する「釣りガール」募集に応募、一時期「釣りガール」として活動していた。このとき番組MCであった同局アナウンサーの木村和也と出会う。後の2019年度には、木村が一部曜日のパーソナリティをつとめるラジオ番組「ラジてん」のアシスタントディレクターを務めた。
その後、2020年4月20日からは同局（RKKラジオ）の専属ラジオカーリポーター「ミミーキャスター」に転じ、49期生として2023年6月末まで活動。歴代の「ミミーキャスター」としては稀なテレビ番組での単独出演や全国ネットへの出演もある。
ミミーキャスター「卒業」後はタレントに転向しRKKラジオを中心に活動するかたわら、家業にも携わっているという。

## 人物・エピソード
- 身長151cm（先述）。瞳の色はヘーゼル寄りの明るいブラウン[9]で、光によっては「金目」にも見える。
- 趣味は釣り（先述。海釣り中心[10]）、バイクレース観戦、津軽三味線演奏[11][12]等。バイクレースに関しては、親戚一同でチームを組んでの参戦歴もあるという。
- 特技は縄跳びにおける後ろ二段飛び[12]等。
- 自ら「猫好きは弱点」であると表現する程の猫好き[13]で、実家でも猫が飼われているという。

## 出演番組等

### ラジオ
RKKラジオ
- 小学生の時間（2024年9月《放送日基準》- ）
  - リポーター・ディレクター兼務。先輩にあたる岩本実希[14]から引き継ぐ。
- ラジてん（2024年9月 - 隔週水曜日、「すずかがズカズカおじゃまします！」[15]）

### テレビ
RKKテレビ
- 夕方LIVE ゲツキン!
  - 2024年4月から。主に特集のリポーターを担当。
- 水曜だけど土曜の番組
  - 2023年8月から。2023年4月19日（ミミー在任時）にもリポーター（相良村の案内人）として出演歴がある。

## 過去の出演・担当番組等

### ラジオ
RKKラジオ（熊本放送）
- 土曜のラジオ番組 - リポーター
  - 2019年以降、年1回11月の土曜日に放送される、同局のテレビ番組「土曜の番組」のラジオ版。川上はミミーキャスターとして2020年、2021年[16]の2度にわたり単独でリポーターとして出演している。
- キムカズの上天草時間（2022年5月29日・6月5日、ミミー在任中）
  - ゲスト出演。

### テレビ
RKKテレビ
TBSテレビ
- バナナマンのせっかくグルメ!!（2021年6月27日、ミミー在任中）
  - 「JNN系列28局で聞いた!せっかく接待グルメ 熊本放送編」のロケで、熊本放送本社玄関ロビー（RKKアトリウム）に「日村ロボ」が設置された際、当時のラジオ局アシスタントディレクターのひとり、石橋尚子と共に太平燕を紹介。中華料理店「紅蘭亭」にて食レポを行った様子も放送された[18]。

### アシスタントディレクターとして

#### ラジオ
RKKラジオ
- ラジてん（2019年度、全曜日担当）